# Morten Bruun
Morten Bruun (Åbenrå, 28 de Junho de 1965) é um ex-futebolista e atualmente treinador de futebol dinamarquês. Foi campeão europeu pela Dinamarca em 1992.

## Carreira
Bruun fez parte do elenco da Seleção Dinamarquesa de Futebol da Eurocopa de 1992.

## Títulos
Silkeborg
- Campeonato Dinamarquês: 1994
- Copa da Dinamarca: 2001

Dinamarca
- Eurocopa: 1992